# Sân bay Kasama
Sân bay Kasama (IATA: KAA, ICAO: FLKS) là một sân bay ở Kasama, Zambia.

## Hãng hàng không và điểm đến
| Hãng hàng không  | Các điểm đến |
| ---------------- | ------------ |
| Proflight Zambia | Lusaka       |